# Urby Emanuelson
Urby Vitorrio Diego Emanuelson
(n. 16 iunie 1986, Amsterdam) este un fotbalist neerlandez de origine surinameză retras din activitate. În prezent, este antrenor secund al echipei Jong Ajax.

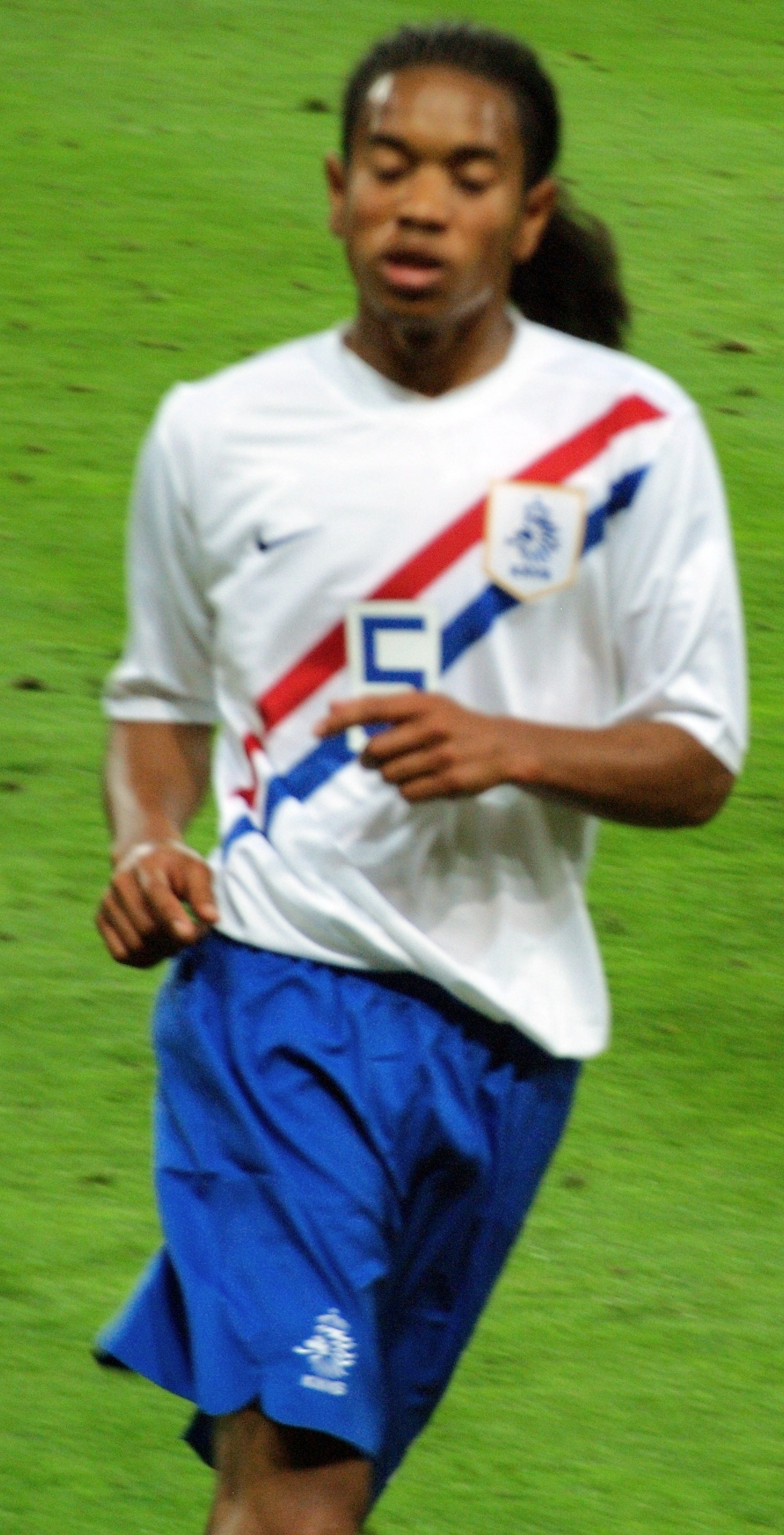
Urby Emanuelson evoluând pentru naționala Țărilor de Jos

## Palmares

### Club
Ajax
- KNVB Cup (3): 2005–06, 2006–07, 2009–10
- Johan Cruijff-schaal (3): 2005, 2006, 2007

Milan
- Serie A (1): 2010–11
- Supercoppa Italiana (1): 2011

### Internațional
Olanda
- Campionatul European Under-21: 2006

### Individual
- Amsterdam Talent of the Year: 2006[2]